# 宮古群島
宮古群島（日语：／ Miyako Rettō）為琉球列島西部的島嶼群，位於釣魚台群島和八重山群島的東方。在日本的劃分中和八重山群島、釣魚台群島合稱為先島群島。在2005年10月，宮古群島上共有57,687人居住。島上人口主要使用琉球语宮古方言。

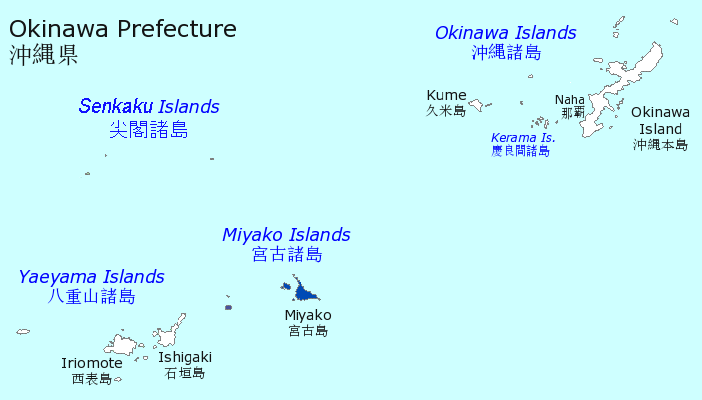
宮古群島於沖繩縣的位置

## 行政劃分
目前宮古群島的行政畫分屬於日本沖繩縣，分別屬於宮古島市、宮古郡多良間村，另設有宮古事務所協助辦理縣廳在宮古區域的事務。

## 島嶼
括號內為該島所屬行政區域。
- 宮古島（宮古島市）
- 池間島（宮古島市）
- 大神島（宮古島市）
- 伊良部島（宮古島市）
- 下地島（宮古島市）
- 來間島（宮古島市）
- 多良間島（多良間村）
- 水納島（多良間村）

8個有人島之名稱、面積與人口列表(2010年、大神島為1994年資料)
| 島       | 所属自治体 | 面積(km2) | 人口(人) | 人口密度(人/km2) |
| -------- | ---------- | --------- | -------- | ---------------- |
| 宮古島   | 宮古島市   | 159.25    | 46,001   | 289              |
| 池間島   | 宮古島市   | 2.83      | 648      | 229              |
| 大神島   | 宮古島市   | 0.24      | 28       | 117              |
| 来間島   | 宮古島市   | 2.84      | 157      | 55               |
| 伊良部島 | 宮古島市   | 29.08     | 5,148    | 177              |
| 下地島   | 宮古島市   | 9.54      | 57       | 6                |
| 多良間島 | 多良間村   | 19.75     | 1,227    | 62               |
| 水納島   | 多良間村   | 2.15      | 4        | 2                |